# RoHS
RoHS (ang. Restriction of Hazardous Substances) – unijna dyrektywa Restriction of Hazardous Substances (2002/95/EC), z 27 stycznia 2003 roku, wprowadzona w życie 1 lipca 2006 roku. Dyrektywa ta została transponowana do prawa polskiego Rozporządzeniem Ministra Gospodarki z dnia 27 marca 2007 roku (Dz.U. z 2007 r. nr 69, poz. 457). Celem wprowadzenia dyrektywy jest zmniejszenie ilości substancji niebezpiecznych przenikających do środowiska z odpadów elektrycznych i elektronicznych. W pierwotnym brzmieniu dyrektywa ta była połączona z dyrektywą WEEE, jednak w wyniku prac legislacyjnych Komisji Europejskiej dyrektywy te rozłączono od siebie. Dyrektywa RoHS obejmuje swoim działaniem ograniczenia na etapie produkcji we wprowadzaniu substancji niebezpiecznych w elektronice, natomiast WEEE odpowiada za odpowiednią zbiórkę i utylizację produktów elektronicznych, traktowanych jako odpady. Zamysłem ustawodawców było, aby dyrektywy odzwierciedlały czas życia produktów, do których się odnoszą. Dyrektywa RoHS nie jest dyrektywą "nowego podejścia" (ang. new approach), tzn. towary nie wymagają ogólnego systemu oceny zgodności (oznakowania CE).
W dniu 8 czerwca 2011 Parlament Europejski przyjął zmienioną dyrektywę ws. ograniczenia używania niektórych niebezpiecznych substancji w sprzęcie elektrycznym i elektronicznym – ROHS 2011/65/UE, która weszła w życie 3 stycznia 2013 r., zastępując dyrektywę 2002/95/WE. Nowy ROHS jest już oparty na zasadach obowiązujących dla dyrektyw nowego podejścia, które uwzględniają tzw. Nowe Ramy Prawne Decyzji (WE) 768/2008.

## Treść
Dyrektywa ta odnosi się bezpośrednio do produktów, ale swoim oddziaływaniem obejmuje odpowiednio zdefiniowanego producenta. Treść dyrektywy mówi, że nowy sprzęt elektroniczny wprowadzany do obrotu na terenie Unii Europejskiej i EFTA począwszy od 1 lipca 2006 (w Polsce od 27 marca 2007) będzie zawierał ograniczenia w zawartości materiałów szkodliwych: ołowiu, rtęci, kadmu, sześciowartościowego chromu, polibromowanych bifenyli (PBB) i polibromowanych eterów fenylowych (PBDE). Komisja europejska określiła maksymalne stężenia tych pierwiastków/substancji w materiale jednorodnym. Załącznik II do dyrektywy.
| Pierwiastek/Substancja          | Stężenie w materiale jednorodnym | PPM  |
| ------------------------------- | -------------------------------- | ---- |
| ołów (Pb)                       | 0,1%                             | 1000 |
| kadm (Cd)                       | 0,01%                            | 100  |
| Rtęć (Hg)                       | 0,1%                             | 1000 |
| Sześciowartościowy Chrom (Cr)6+ | 0,1%                             | 1000 |
| PBB                             | 0,1%                             | 1000 |
| PBDE                            | 0,1%                             | 1000 |

Uwaga: 
DYREKTYWA DELEGOWANA KOMISJI (UE) 2015/863 z dnia 31 marca 2015 r. zmieniająca załącznik II do dyrektywy Parlamentu Europejskiego i Rady 2011/65/UE w odniesieniu do wykazu substancji objętych ograniczeniem poszerzyła listę substancji.

Substancje objęte ograniczeniem, o których mowa w art. 4 ust. 1, i maksymalne wartości ich stężenia dopuszczalne wagowo w materiałach jednorodnych
| Pierwiastek/Substancja              | Stężenie w materiale jednorodnym |
| ----------------------------------- | -------------------------------- |
| ołów (Pb)                           | 0,1%                             |
| kadm (Cd)                           | 0,01%                            |
| Rtęć (Hg)                           | 0,1%                             |
| Sześciowartościowy Chrom (Cr)6+     | 0,1%                             |
| Polibromowane bifenyle - PBB        | 0,1%                             |
| Polibromowane etery difenylowe PBDE | 0,1%                             |
| Ftalan di(2-etyloheksylu (DEHP)     | 0,1%                             |
| Ftalan benzylu butylu (BBP)         | 0,1%                             |
| Ftalan dibutylu (DBP)               | 0,1%                             |
| Ftalan diizobutylu (DIBP)           | 0,1%                             |

## Wyjątki od dyrektywy RoHS
W związku z punktem dyrektywy dotyczącym dopasowania do postępu naukowo-technicznego, w dyrektywie wprowadzono szereg wykluczeń (wyjątków). Wykluczenia te są przyznawane kiedy nie istnieje możliwość zastąpienia danego regulowanego pierwiastka (substancji), lub nie istnieje możliwość zmniejszenia jego stężenia do poziomu maksymalnej koncentracji, bez utraty pożądanych parametrów fizycznych, bądź fizykochemicznych. Tak się dzieje np. w wypadku zawartości rtęci w lampach, ołowiu w stopach metali. Lista wykluczeń jest obecnie bardzo długa. Raz na cztery lata, zgodnie z art. 5 dyrektywy, Komisja Europejska prosi konsultantów o dopasowanie listy wyjątków do obecnego postępu naukowo technicznego.
W dniu 24 stycznia 2008 na drodze Decyzji Komisji Europejskiej przyznano trzy kolejne wykluczenia – odpowiednio dla podanych stopów kadmu, ołowiu w materiałach lutowniczych oraz tlenku ołowiu (zobacz stronę Min. Gospodarki poświęconą dyrektywie ROHS).

## Definicje[3]
Sprzęt elektroniczny, elektryczny
- urządzenie, którego prawidłowe działanie uzależnione jest od przepływu prądu elektrycznego lub obecności pola elektromagnetycznego.
- urządzenie, które służy do wytwarzania, przesyłania lub pomiaru prądu elektrycznego.
- urządzenie, które jest zaprojektowane do pracy przy napięciu elektrycznym nie przekraczającym 1000V prądu przemiennego i 1500V prądu stałego.

- urządzenie, które może być zaliczone do grup sprzętowych w "załączniku 1" do WEEE.

Wprowadzający do obrotuproducent, importer lub inny podmiot odsprzedający pod własnym znakiem sprzęt elektryczny i elektroniczny oraz żarówki i oprawy dla gospodarstwa domowego
Wprowadzenie do obrotuudostępnienie nieodpłatnie, bądź za opłatą sprzętu elektronicznego, elektrycznego po raz pierwszy na terenie państw UE lub EFTA w celu jego użytkowania lub dystrybucji.
Materiał jednorodnyto taki materiał który nie może być rozdzielony mechanicznie poprzez: odkręcenie, rozcięcie, zgniatanie, mielenie i ścieranie.

## Grupy produktowe[1]
1. wielkogabarytowe urządzenia gospodarstwa domowego
  - urządzenia chłodnicze (w tym chłodziarki, zamrażarki); pralki, suszarki do ubrań, zmywarki, urządzenia kuchenne (w tym kuchenki elektryczne), mikrofalówki, wentylatory elektryczne, urządzenia klimatyzacyjne itp.
2. małogabarytowe urządzenia gospodarstwa domowego
  - odkurzacze, zamiatacze do dywanów, tostery, frytkownice, noże elektryczne, wagi itp.
3. sprzęt telekomunikacyjny i teleinformatyczny
  - komputery, procesory, myszki, drukarki, sprzęt kopiujący, elektryczne i elektroniczne maszyny do pisania, faksy, telefony bezprzewodowe, itp.
4. sprzęt powszechnego użytku
  - odbiorniki radiowe i TV, kamery video, sprzęt hi-fi, wzmacniacze dźwięku, instrumenty muzyczne itp.
5. sprzęt oświetleniowy
  - lampy fluorescencyjne, lampy sodowe itp.
6. narzędzia elektryczne i elektroniczne z wyjątkiem wielkogabarytowych stacjonarnych narzędzi przemysłowych
  - wiertarki, piły, maszyny do szycia, narzędzia do nitowania, spawania, rozpylania itp.
7. zabawki, sprzęt sportowy i rekreacyjny
  - kolejki elektryczne, gry video, konsole do gier itp.
8. Wyroby medyczne (wyłączone spod działania dyrektywy) 
  - (z wyjątkiem wszelkich wyrobów zaimplementowanych i zainfekowanych) Urządzenia do radioterapii, urządzenia kardiologiczne, urządzenia do dializ, urządzenia do wentylowania płuc, Medycyna nuklearna, Sprzęt lab. Do diagnozy In-vitro, Analizatory, zamrażarki, testy płodności, Pozostałe urządzenia do łagodzenia choroby, urazów lub niepełnosprawności.
9. Przyrządy nadzoru i kontroli (wyłączone spod działania dyrektywy) 
  - Czujniki dymu, Regulatory ciepła, Termostaty, Sprzęt pomiarowy ważący lub nastawu używany w gospodarstwie domowym jako sprzęt laboratoryjny. Pozostałe przyrządy nadzoru i kontroli używane w obiektach przemysłowych – w panelach sterowniczych.
10. Automaty do wydawania (dystrybucji)
  - automaty z napojami gorącymi, automaty z butelkami lub puszkami, bankomaty itp.

Z dyrektywy oprócz grupy 8 i 9 wyłączony jest również sprzęt militarny, związany z bezpieczeństwem i obronnością. Dyrektywa nie obejmuje swoim działaniem także sprzętu, który jest częścią innego sprzętu bądź instalacji (w budowie modułowej) i samodzielnie nie może spełniać swojej funkcji.

## Produkty szarej strefy
Produkty szarej strefy (ang. grey-area products). Określenie to odnosi się do produktów trudnych do zakwalifikowania do którejś z grup produktowych występujących w załączniku do WEEE, lub produkty, które nie spełniają założeń sprzętu elektrycznego i elektronicznego. Przykładami takich produktów są: 
- Grający miś zabawka z układem elektronicznym.

- Produkt ten powinien należeć do grupy 7 i być pod działaniem dyrektywy ROHS. Jednak podstawowym produktem jest pluszowa zabawka, elektronika ma funkcje wspomagającą. Pluszowy miś pozostanie pluszowym misiem po zepsuciu się elektroniki. W związku z tym zabawka jest wykluczona spod działania dyrektywy.

- Drukarki offsetowe.

- Drukarki należą do grupy 3 załącznika, więc wszystkie drukarki powinny być pod działaniem dyrektywy RoHS. Drukarki offsetowe ponieważ nie pobierają obrazu do wydruku bezpośrednio z komputera (tylko z form drukarskich) – nie są urządzeniem telekomunikacyjnym i teleinformatycznym, tym samym są traktowane jako narzędzie (grupa 6). Jeżeli drukarka offsetowa jest na tyle duża, że może być uznana za wielkogabarytowe stacjonarne narzędzie przemysłowe, nie podpada pod działanie dyrektywy.

- Przenośne generatory prądu na olej napędowy/benzynę

- Podstawowym źródłem zasilania jest tu olej napędowy/benzyna a nie prąd elektryczny lub pole elektromagnetyczne.

Analizy takie są przeprowadzane na spotkaniach grup zajmujących się nadzorem rynku w krajach członkowskich, w celu ujednolicenia interpretacji dyrektywy. Ponieważ każdy kraj członkowski ma dowolność w interpretowaniu przepisów dyrektywy, mogą istnieć pewne rozbieżności w tych interpretacjach. 
Należy zaznaczyć, że w wypadku produktów "szarej strefy" to do producenta należy przyporządkowanie produktu do odpowiedniej grupy produktowej. Organ nadzoru, zastrzega prawo do weryfikacji.

## Normy przemysłowe
Obecnie istnieją dwie normy przemysłowe związane z badaniami i przekazywaniem informacji w łańcuchu dostaw. 
IEC62321 – Environmental standardization for electrical and electronic products and systems
Dokument ten zawiera zebrane informacje na temat metodyki badań służących do oznaczania zawartości pierwiastków będących pod regulacją dyrektywy RoHS.
IPC1752-x – Material Declaration
Jest to standard wymiany dokumentów pomiędzy firmami w łańcuchu dostaw. Prezentuje on w usystematyzowany sposób wyniki badań przeprowadzonych przy użyciu normy IEC62321 i stanowi podpisaną deklaracje producenta o zgodności, bądź nie danego wyrobu z dyrektywą RoHS.

## Due diligence w RoHS
Z należytą starannością (ang. due diligence) oznacza metodologię postępowania, gromadzenia, zarządzania jakością produktów z perspektywy dyrektywy RoHS. Działania zgodne z "Due diligence" dają producentowi możliwość obrony przed konsekwencjami incydentalnego "zanieczyszczenia" produktu stężeniem zabronionych pierwiastków powyżej dozwolonego poziomu. Jeżeli w wyniku kontroli nadzór rynku stwierdzi, że w produkcie przekroczono dopuszczalne stężenie pierwiastków, natomiast producent, za pomocą dokumentacji, jest w stanie wykazać, że zrobił wszystko aby nie dopuścić do takiej sytuacji, sąd badający sprawę może odstąpić od ukarania producenta. System ten z powodzeniem działa w Wielkiej Brytanii.

## Kary w ustawodawstwie polskim
Oryginalna dyrektywa RoHS nie daje żadnych wytycznych odnośnie do kar za nieprzestrzeganie jej wymogów. Precyzuje tylko, że mają być "skuteczne, proporcjonalne i odstraszające". Mimo że dyrektywa weszła w życie w Polsce zgodnie z Rozporządzeniem Ministra Gospodarki, to podlega ona bezpośrednio pod ustawę Prawo ochrony środowiska. W ustawie tej sprawy kar za nieprzestrzeganie dyrektywy RoHS regulował art. 339 i art 348 ustawy z dnia 1 kwietnia 2009 r. Jednak został on uchylony w Rozporządzeniu Ministra Gospodarki z dnia 9 maja 2013 r. uchylającym rozporządzenie w sprawie szczegółowych wymagań dotyczących ograniczenia wykorzystywania w sprzęcie elektrycznym i elektronicznym niektórych substancji mogących negatywnie oddziaływać na środowisko.